# 厄尔 (德龙省)
厄尔（法語：Eurre，法語發音：[œʁ]）是法国德龙省的一个市镇，属于迪镇区。

## 地理
厄尔（44°45'34"N, 4°59'19"E）面积18.06 平方千米，位于法国奥弗涅-罗讷-阿尔卑斯大区德龙省，该省份为法国东南部内陆省份，北起顺时针与伊泽尔省、上阿尔卑斯省、上普罗旺斯阿尔卑斯省、沃克吕兹省和阿尔代什省接壤。
与厄尔接壤的市镇（或旧市镇、城区）包括：阿莱克斯、沙布里扬、克雷、迪瓦热、格拉讷、于皮、沃纳韦-拉罗谢特。

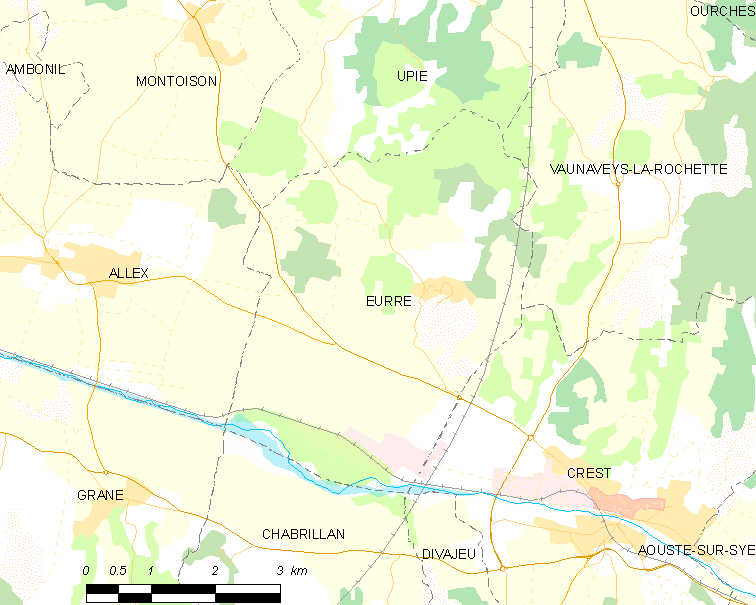
的OSM定位图

厄尔的时区为UTC+01:00、UTC+02:00（夏令时）。

## 行政
厄尔的邮政编码为26400，INSEE市镇编码为26125。

## 政治
厄尔所属的省级选区为克雷县。

## 人口

1962-2008年间人口变化图示

厄尔于2022年1月1日时的人口数量为1426人。